# فرنسيس هاتون
فرنسيس هاتون (بالإنجليزية: Fanny Hatton)‏ هي كاتِبة وكاتبة سيناريو أمريكية، ولدت في 1875 في شيكاغو في الولايات المتحدة، وتوفيت في 27 نوفمبر 1939.

## وصلات خارجية
- فرنسيس هاتون على موقع IMDb (الإنجليزية)
- فرنسيس هاتون على موقع قاعدة بيانات برودواي على الإنترنت (الإنجليزية)
- فرنسيس هاتون على موقع قاعدة بيانات الفيلم (الإنجليزية)